# 笠原和夫 (脚本家)
笠原 和夫（かさはら かずお、1927年5月8日 - 2002年12月12日）は、日本の脚本家。東京府日本橋出身。日本大学中退。

## 経歴
- 1927年（昭和2年） - 東京府日本橋生まれ。
- 1945年（昭和20年） - 海軍特別幹部練習生に志願、広島県大竹海兵団に入団。
- 1946年（昭和21年） - 日本大学三島予科に入学。
- 日本大学法学部新聞学科入学。社会人になってからは、米軍労務者、喫茶店経営など職を転々とした[1]
- 1954年（昭和29年） - 東映に入社、宣伝部に配属される。
- 1956年（昭和31年） - 東映の社内シナリオコンクールで1位入選。以後プロの脚本家として執筆を始める。
- 全共闘など学生運動が激しかった1960年代後半には、『博奕打ち 総長賭博』が、三島由紀夫に激賞された[2]。
- 1969年（昭和44年） - 『日本暗殺秘録』で京都市民映画祭で脚本賞を受賞。
- 1973年（昭和48年）から始まる『仁義なき戦い』の脚本が高く評価された。
- 1976年（昭和51年） - 東映を退社。フリーの脚本家となる。
- 1981年（昭和56年） - 『二百三高地』で日本アカデミー賞の優秀脚本賞を受賞。
- 1983年（昭和58年） - 『大日本帝国』で日本アカデミー賞優秀脚本賞を受賞。
- 1998年（平成10年） - 勲四等瑞宝章受章[3]。
- 2002年（平成14年） - 12月12日西窪病院にて肺炎のため死去。享年76。

裸電球を一つを灯した部屋に壁に作品の時間軸を記した巻物を壁に貼り執筆した。

## 人物
第二次世界大戦後まもない頃に、大日方傳の経営していたキャバレーで従業員兼用心棒をしていた。

晩年にも日本の政治などの現状を憂いており、「戦後、暗殺事件がもっとあったなら、今よりは良い社会になっていたかもしれない」と発言。

## 評価・与えた影響など
井筒和幸は仁義なきシリーズや県警対組織暴力、日本暗殺秘録などを絶賛するほど笠原を傾倒しており、笠原の未映画化シナリオである「沖縄進撃作戦」の映画化に長年、考えていると岩波書店の「「世界」臨時増刊「沖縄　何か起きているのか」」のインタビューでも答えている。。また笠原も井筒を評価しており井筒のメジャー映画デビュー作のガキ帝国を絶賛しており、小説家で映画評論家としても活動している小林信彦に「見た方がいい」と推薦した。

宮崎駿や高畑勲の劇場アニメ作品の制作で知られるスタジオジブリの鈴木敏夫は仁義なき戦いや鶴田浩二＆大楠道代の博奕打ち いのち札が好きであり、理由として「笠原さんの描く脚本には、話に根拠があるからです。」。

## 作品
| 公開年 | タイトル                          | 主な出演者                                                             | 監督                 | 製作会社                                     | 備考（人名は共同脚本）     |
| ------ | --------------------------------- | ---------------------------------------------------------------------- | -------------------- | -------------------------------------------- | -------------------------- |
| 1956年 | 頑張れゴンさん                    | 大友柳太朗・三条美紀・浦里はるみ・小宮光江                             | 津田不二夫           | 東映                                         |                            |
| 1958年 | ひばりの花形探偵合戦              | 美空ひばり・高倉健・小野透・小宮光江・佐久間良子                       | 佐々木康             | 東映                                         | 笠原良三                   |
| 1958年 | 希望の乙女                        | 美空ひばり・山村聡・小野透・小野満・柳家金語楼                         | 佐々木康             | 東映                                         | 笠原良三                   |
| 1958年 | ひばり捕物帖 自雷也小判           | 美空ひばり・里見浩太郎・尾上鯉之助・花園ひろみ・進藤英太郎・東千代之介 | 深田金之助           | 東映                                         | 笠原良三                   |
| 1959年 | 殿さま弥次喜多 捕物道中           | 中村錦之助・中村賀津雄・中原ひとみ・桜町弘子・丘さとみ                 | 沢島忠               | 東映                                         | 鷹沢和善                   |
| 1959年 | 東京べらんめえ娘                  | 美空ひばり・江原真二郎・大村文武・小宮光江・小林裕子                   | 佐伯清               | 東映                                         | 笠原良三                   |
| 1959年 | 台風息子 花形三銃士               | 小野透・有光洋二・石森武雄・小林裕子・藤里まゆみ                       | 和田篤人             | 東映                                         |                            |
| 1959年 | いろは若衆 花駕籠峠               | 美空ひばり・里見浩太郎・高島新太郎・円山栄子・大河内伝次郎             | 河野寿一             | 東映                                         | 笠原良三                   |
| 1959年 | べらんめえ探偵娘                  | 美空ひばり・小野透・加藤嘉・佐々木孝丸・木村功                         | 佐伯清               | 東映                                         | 笠原良三                   |
| 1959年 | ひばり捕物帖 ふり袖小判           | 美空ひばり・里見浩太郎・若山富三郎・原健策・東千代之介                 | 内出好吉             | 東映                                         | 中田竜雄                   |
| 1959年 | べらんめえ芸者                    | 美空ひばり・江原真二郎・小野透・佐々木孝丸・志村喬                     | 小石栄一             | 東映                                         | 笠原良三                   |
| 1960年 | 続 べらんめえ芸者                 | 美空ひばり・吉川満子・清川虹子・高倉健・浪花千栄子                     | 小石栄一             | 東映                                         | 笠原良三                   |
| 1960年 | 風流深川唄                        | 美空ひばり・鶴田浩二・伊志井寛・山田五十鈴・杉村春子                   | 山村聡               | 東映                                         |                            |
| 1961年 | 港祭りに来た男                    | 大友柳太朗・丘さとみ・千原しのぶ・堺駿二                               | マキノ雅弘           | ニュー東映                                   |                            |
| 1962年 | 祇園の暗殺者                      | 近衛十四郎・北沢典子・木村俊恵・菅貫太郎・伏見扇太郎                   | 内出好吉             | 東映                                         |                            |
| 1963年 | べらんめえ芸者と丁稚社長          | 美空ひばり・梅宮辰夫・浪花千栄子・木暮実千代・進藤英太郎               | 渡辺邦男             | 東映                                         |                            |
| 1963年 | 新選組血風録 近藤勇               | 市川右太衛門・加藤武・佐藤慶・品川隆二・徳大寺君枝                     | 小沢茂弘             | 東映                                         | 加藤泰                     |
| 1963年 | 民謡の旅 秋田おばこ               | 美空ひばり・こまどり姉妹・山下洵一郎・谷幹一・小川虎之助               | 小沢茂弘             | 東映                                         | 渡辺邦男                   |
| 1963年 | めくら狼                          | 東千代之介・藤純子・高倉みゆき・水島道太郎・堺駿二                     | 大西秀明             | 東映                                         |                            |
| 1963年 | 柳生武芸帳 片目の忍者             | 近衛十四郎・松方弘樹・東千代之介・藤純子・山形勲                       | 松村昌治             | 東映                                         |                            |
| 1964年 | 人生劇場 新・飛車角               | 鶴田浩二・佐久間良子・長門裕之・大木実・加藤嘉                         | 沢島忠               | 東映                                         |                            |
| 1964年 | 日本侠客伝                        | 高倉健・中村錦之助・松方弘樹・津川雅彦・田村高広                       | マキノ雅弘           | 東映                                         | 村尾昭・野上竜雄           |
| 1965年 | 顔役                              | 中村錦之助・高倉健・松方弘樹・津川雅彦・田村高広                       | 石井輝男             | 東映                                         | 深作欣二・石井輝男         |
| 1965年 | 日本侠客伝 浪花篇                 | 高倉健・大友柳太朗・藤山寛美・村田英雄・鶴田浩二                       | マキノ雅弘           | 東映                                         | 村尾昭・野上竜雄           |
| 1965年 | 股旅 三人やくざ                   | 中村錦之助・仲代達矢・松方弘樹・藤純子・入江若葉                       | 沢島忠               | 東映                                         | 野上竜雄・中島貞夫         |
| 1965年 | 暗黒街仁義                        | 鶴田浩二・丹波哲郎・南田洋子・待田京介・天知茂                         | 渡辺祐介             | 東映                                         | 村尾昭                     |
| 1965年 | 日本侠客伝 関東篇                 | 高倉健・長門裕之・北島三郎・大木実・南田洋子                           | マキノ雅弘           | 東映                                         | 村尾昭・野上竜雄           |
| 1966年 | 日本侠客伝 血斗神田祭り           | 高倉健・藤純子・大木実・藤山寛美・鶴田浩二                             | マキノ雅弘           | 東映                                         |                            |
| 1966年 | 日本大侠客                        | 鶴田浩二・藤純子・大木実・三島ゆり子・岡田英次                         | マキノ雅弘           | 東映                                         |                            |
| 1966年 | 博徒七人                          | 鶴田浩二・藤山寛美・山本麟一・待田京介・小松方正                       | 小沢茂弘             | 東映                                         |                            |
| 1966年 | 日本侠客伝 雷門の決斗             | 高倉健・藤純子・長門裕之・待田京介・水島道太郎                         | マキノ雅弘           | 東映                                         | 野上竜雄                   |
| 1966年 | お尋ね者七人                      | 鶴田浩二・藤山寛美・山本麟一・待田京介・天津敏                         | 小沢茂弘             | 東映                                         | 小沢茂弘                   |
| 1967年 | 懲役十八年                        | 安藤昇・桜町弘子・小池朝雄・曽我廼家明蝶・近藤正臣・若山富三郎         | 加藤泰               | 東映                                         | 森田新                     |
| 1967年 | 侠客道                            | 安藤昇・宮園純子・小畠絹子・天知茂・渡辺文雄                           | 鈴木則文             | 東映                                         | 宮川一郎                   |
| 1967年 | 日本侠客伝 斬り込み               | 高倉健・藤純子・金子信雄・渡辺文雄・潮健児                             | マキノ雅弘           | 東映                                         |                            |
| 1968年 | 博奕打ち 総長賭博                 | 鶴田浩二・藤純子・若山富三郎・金子信雄・曽我廼家明蝶                   | 山下耕作             | 東映                                         |                            |
| 1968年 | 博奕打ち 殴り込み                 | 鶴田浩二・松尾嘉代・石山健二郎・名和宏・加東大介                       | 小沢茂弘             | 東映                                         |                            |
| 1968年 | 獄中の顔役                        | 高倉健・藤純子・山城新伍・島田正吾・由利徹・池部良                     | 降旗康男             | 東映                                         | 高田宏治・鳥居元宏         |
| 1968年 | 馬賊やくざ                        | 鶴田浩二・松方弘樹・待田京介・遠藤辰雄・近衛十四郎                     | 小沢茂弘             | 東映                                         | 高田宏治                   |
| 1968年 | 兄弟仁義 逆縁の盃                 | 北島三郎・大木実・三益愛子・菅原文太・若山富三郎                       | 鈴木則文             | 東映                                         | 梅林貴久生                 |
| 1968年 | 横紙破りの前科者                  | 若山富三郎・中村玉緒・春川ますみ・待田京介・潮健児                     | 小沢茂弘             | 東映                                         |                            |
| 1968年 | 博徒列伝                          | 鶴田浩二・若山富三郎・大木実・北林早苗・藤純子・北島三郎               | 小沢茂弘             | 東映                                         |                            |
| 1969年 | 前科者 縄張荒し                   | 若山富三郎・梅宮辰夫・島田正吾・名和宏・宮園純子                       | 小沢茂弘             | 東映                                         | 小野竜之助                 |
| 1969年 | 緋牡丹博徒 鉄火場列伝             | 藤純子・丹波哲郎・若山富三郎・待田京介・鶴田浩二                       | 山下耕作             | 東映                                         | 鈴木則文                   |
| 1969年 | 日本暗殺秘録                      | 千葉真一・田宮二郎・藤純子・若山富三郎・高倉健・鶴田浩二・片岡千恵蔵   | 中島貞夫             | 東映                                         | 中島貞夫                   |
| 1970年 | 日本女侠伝 真赤な度胸花           | 藤純子・山城新伍・三島ゆり子・橘ますみ・高倉健                         | 降旗康男             | 東映                                         |                            |
| 1970年 | 玄海遊侠伝 破れかぶれ             | 勝新太郎・松方弘樹・安田道代・南美川洋子・津川雅彦                     | マキノ雅弘           | 大映                                         |                            |
| 1970年 | 任侠興亡史 組長と代貸             | 鶴田浩二・待田京介・佐藤允・沢村忠・丹波哲郎                           | 降旗康男             | 東映                                         | 長田紀生                   |
| 1970年 | 日本女侠伝 鉄火芸者               | 藤純子・菅原文太・佐々木愛・弓恵子・伴淳三郎                           | 山下耕作             | 東映                                         |                            |
| 1970年 | 札つき博徒                        | 鶴田浩二・大木実・桜町弘子・工藤明子・小池朝雄                         | 小沢茂弘             | 東映                                         |                            |
| 1970年 | 日本侠客伝 昇り龍                 | 高倉健・藤純子・中村玉緒・鶴田浩二・片岡千恵蔵                         | 山下耕作             | 東映                                         |                            |
| 1971年 | 博奕打ち いのち                   | 鶴田浩二・安田道代・水島道太郎・渡瀬恒彦・若山富三郎                   | 山下耕作             | 東映                                         |                            |
| 1971年 | 日本侠客伝 刃                     | 高倉健・十朱幸代・藤浩・辰巳柳太郎・池部良                             | 小沢茂弘             | 東映                                         |                            |
| 1971年 | 女渡世人 おたの申します           | 藤純子・三益愛子・林彰太郎・菅原文太・島田正吾                         | 山下耕作             | 東映                                         |                            |
| 1971年 | 日本女侠伝 激斗ひめゆり岬         | 藤純子・大木実・待田京介・菅原文太・水島道太郎                         | 小沢茂弘             | 東映                                         |                            |
| 1971年 | 任侠列伝 男                       | 鶴田浩二・藤純子・菅原謙次・長門裕之・高倉健                           | 山下耕作             | 東映                                         |                            |
| 1972年 | 関東緋桜一家                      | 藤純子・鶴田浩二・若山富三郎・菅原文太・片岡千恵蔵                     | マキノ雅弘           | 東映                                         |                            |
| 1972年 | 日本暴力団 殺しの盃               | 鶴田浩二・待田京介・工藤明子・長門裕之・丹波哲郎                       | 降旗康男             | 東映                                         |                            |
| 1973年 | 仁義なき戦い                      | 菅原文太・松方弘樹・伊吹吾郎・渡瀬恒彦・金子信雄・梅宮辰夫             | 深作欣二             | 東映                                         |                            |
| 1973年 | 仁義なき戦い 広島死闘篇           | 菅原文太・千葉真一・北大路欣也・梶芽衣子・成田三樹夫                   | 深作欣二             | 東映                                         |                            |
| 1973年 | 仁義なき戦い 代理戦争             | 菅原文太・小林旭・加藤武・金子信雄・成田三樹夫・梅宮辰夫               | 深作欣二             | 東映                                         |                            |
| 1974年 | 仁義なき戦い 頂上作戦             | 菅原文太・梅宮辰夫・松方弘樹・夏八木勲・小林旭                         | 深作欣二             | 東映                                         |                            |
| 1974年 | あゝ決戦航空隊                    | 鶴田浩二・菅原文太・小林旭・渡瀬恒彦・池部良                           | 山下耕作             | 東映                                         | 野上龍雄                   |
| 1975年 | 県警対組織暴力                    | 菅原文太・松方弘樹・金子信雄・成田三樹夫・梅宮辰夫                     | 深作欣二             | 東映                                         |                            |
| 1975年 | 暴力金脈                          | 松方弘樹・梅宮辰夫・池玲子・丹波哲郎・若山富三郎                       | 中島貞夫             | 東映                                         |                            |
| 1976年 | バカ政ホラ政トッパ政              | 菅原文太・ケーシー高峰・中山仁・倍賞美津子・橘麻紀                     | 中島貞夫             | 東映                                         | 鳥居元宏・中島貞夫         |
| 1976年 | やくざの墓場 くちなしの花         | 渡哲也・梶芽衣子・矢吹二朗・室田日出男・川谷拓三                       | 深作欣二             | 東映                                         | 木津組組長で特別出演       |
| 1979年 | 明日の子供たち 音楽療法四十年の愛 |                                                                        | 小川益生             | 日本総合映画社                               | 小川益生                   |
| 1979年 | 真田幸村の謀略                    | 松方弘樹・萬屋錦之介・あおい輝彦・小倉一郎・寺田農・片岡千恵蔵         | 中島貞夫             | 東映                                         | 松本功・田中陽造・中島貞夫 |
| 1980年 | 東京大地震マグニチュード8.1       | 千葉真一・竹下景子・柴俊夫・中島ゆたか・岡田英次                       | 西村潔               | よみうりテレビ・東宝映像                     | 下飯坂菊馬 / テレビ映画    |
| 1980年 | 二百三高地                        | 仲代達矢・あおい輝彦・永島敏行・夏目雅子・三船敏郎・森繁久彌           | 舛田利雄             | 東映                                         |                            |
| 1982年 | 大日本帝国                        | 若山富三郎・あおい輝彦・三浦友和・西郷輝彦・関根恵子                   | 舛田利雄             | 東映                                         |                            |
| 1983年 | 宇宙戦艦ヤマト 完結編             | 富山敬・麻上洋子・納谷悟朗・ささきいさお・仲村秀生                     | 西崎義展・勝間田具治 | 東映動画                                     | 舛田利雄・山本暎一         |
| 1983年 | 日本海大海戦 海ゆかば             | 丹波哲郎・沖田浩之・三原順子・佐藤浩市・宅麻伸                         | 舛田利雄             | 東映                                         |                            |
| 1984年 | 零戦燃ゆ                          | 北大路欣也・加山雄三・あおい輝彦・目黒祐樹・堤大二郎                   | 舛田利雄             | 東宝                                         |                            |
| 1985年 | 愛・旅立ち                        | 中森明菜・近藤真彦・勝野洋・萩尾みどり・北林谷栄                       | 舛田利雄             | フィルムリンクインターナショナル             | 舛田利雄                   |
| 1985年 | オーディーン 光子帆船スターライト | 古川登志夫・堀秀行・潘恵子・加藤武・納谷悟朗・石田弦太郎               | 白土武・山本暎一     | ウエスト・ケープ・コーポレーション・東映動画 | 舛田利雄・山本暎一         |
| 1986年 | 玄海つれづれ節                    | 吉永小百合・八代亜紀・風間杜夫・草笛光子・三船敏郎                     | 出目昌伸             | 東映                                         | 下飯坂菊馬・兵頭剛         |
| 1988年 | 肉体の門                          | かたせ梨乃・名取裕子・山咲千里・松居一代・加納みゆき                   | 五社英雄             | 東映                                         |                            |
| 1989年 | 226                               | 萩原健一・三浦友和・竹中直人・本木雅弘・加藤昌也                       | 五社英雄             | フューチャー・フィルム・エンタープライズ     | 原作兼務                   |
| 1990年 | 浪人街                            | 原田芳雄・樋口可南子・石橋蓮司・杉田かおる・勝新太郎                   | 黒木和雄             | 松竹                                         |                            |
| 1991年 | 動天                              | 北大路欣也・黒木瞳・島田陽子・西郷輝彦・三浦浩一                       | 舛田利雄             | トーメン                                     | 芦沢俊郎・舛田利雄         |
| 1991年 | 福沢諭吉                          | 柴田恭兵・仲村トオル・南野陽子・若村麻由美・哀川翔                     | 澤井信一郎           | 東映                                         | 桂千穂                     |
| 1992年 | 三国志 第一部・英雄たちの夜明け   | 渡哲也・あおい輝彦・石田弦太郎・青野武・津嘉山正種                     | 勝間田具治           | シナノ企画                                   |                            |
| 1993年 | 三国志 第二部・長江燃ゆ!          | 渡哲也・あおい輝彦・青野武・石田太郎・山口崇                           | 勝間田具治           | シナノ企画                                   |                            |
| 1994年 | 三国志 完結編・遥かなる大地       | 渡瀬恒彦・あおい輝彦・山口崇・石田太郎・鶴ひろみ                       | 勝間田具治           | シナノ企画                                   |                            |

## 著作
- 『笠原和夫シナリオ集 : 仁義なき戦い』（映人社：1977年)　
  - 『仁義なき戦い―仁義なき戦い・広島死闘篇・代理戦争・頂上作戦 』幻冬舎アウトロー文庫
- 笠原和夫 著、瀬島龍三、原四郎、千早正隆 監修『二百三高地』勁文社、1980年7月25日。
- 『鎧を着ている男たち―やくざは男社会のパロディ』徳間書店、1987年。
- 『2/26』（集英社文庫、1989年）
- 『福沢諭吉―日本を世界に開いた男』（集英社文庫、1991年）
- 荒井晴彦、絓秀実共著『昭和の劇：映画脚本家笠原和夫』太田出版、2002年。ISBN 4-87233-695-X。
- 『映画はやくざなり』新潮社、2003年。ISBN 978-4104609017。
- 『「妖しの民」と生まれきて』（ちくま文庫、2004年）
- 『「仁義なき戦い」調査・取材録集成』（太田出版、2005年）
- 『笠原和夫傑作選』国書刊行会、2018年9月より刊